# 徐良選
徐良選（1552年—？），字幼元，浙江衢州府龍游縣人，軍籍，明朝政治人物。官至福建侯官知縣。

## 生平
萬曆七年（1579年）己卯科浙江鄉試第四十名，萬曆十一年（1583年）癸未科會試第二百二十二名，登三甲第九十名進士。都察院觀政，本年授福建侯官縣知縣。卒于官。

## 家族
曾祖徐旻；祖父徐欽；父徐廷臣。母戴氏。慈侍下。